# Trithrinax campestris
Trithrinax campestris là loài thực vật có hoa thuộc họ Arecaceae. Loài này được (Burmeist.) Drude & Griseb. miêu tả khoa học đầu tiên năm 1879.

## Hình ảnh

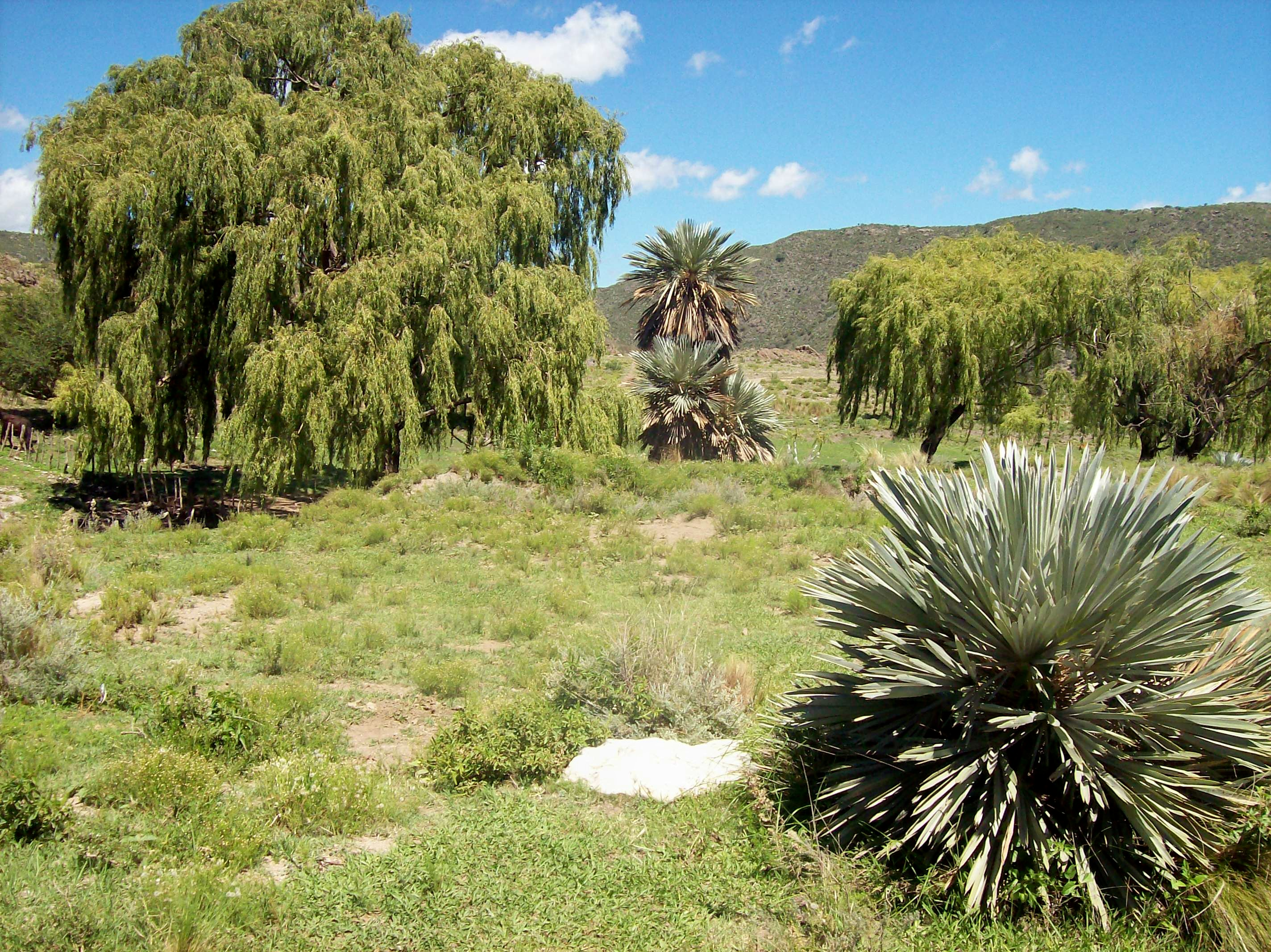
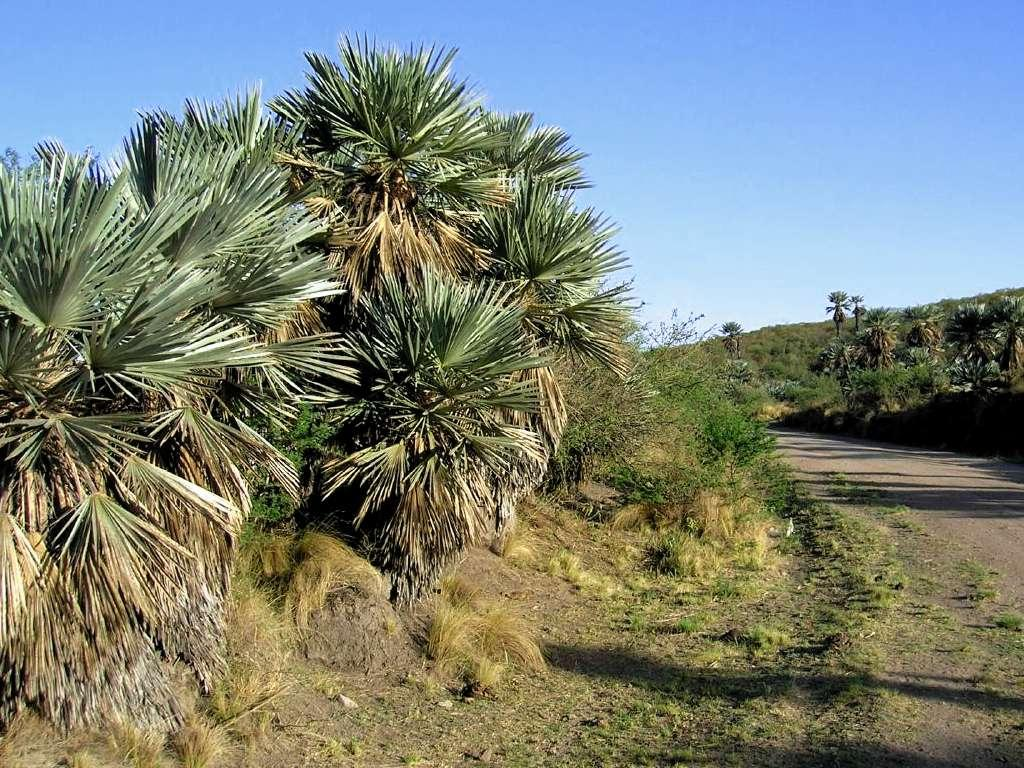
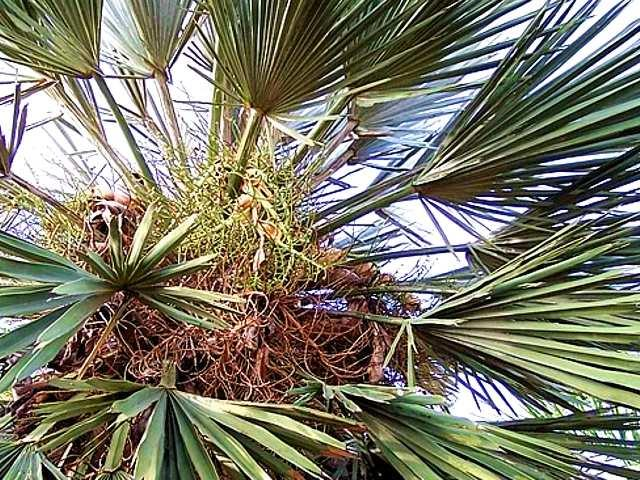
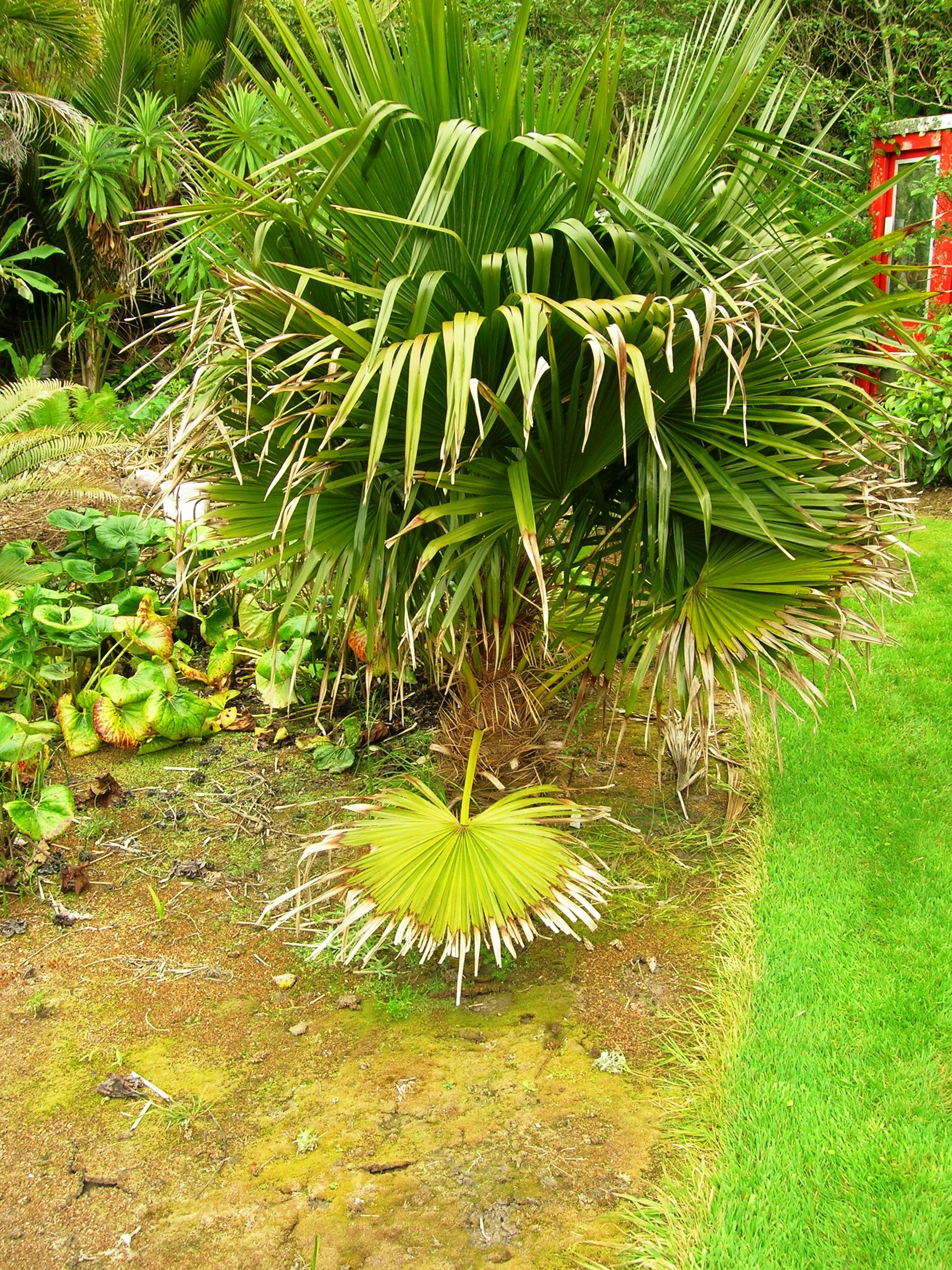